# Gà tiền đuôi đồng
Gà tiền đuôi đồng (Polyplectron chalcurum) là một loài chim trong họ Phasianidae.